# Ada Elizabeth Levett
Ada Elizabeth Levett (1881-1932), connue professionnellement sous le nom d'A.E. Levett, est une historienne économiste, spécialiste de la féodalité médiévale. Elle est vice-principale du St Hilda's College d'Oxford puis professeure d'histoire au Westfield College de l'université de Londres.

## Biographie
Ada Elizabeth Levett naît à Bodiam, dans le Sussex de l'Est, fille de Henry Levett, un agriculteur « yeoman » c'est-à-dire franc-tenancier, et de son épouse. Sa plus jeune sœur, Florence Margaret Jane Levett, est une ancienne étudiante de Lady Margaret Hall (1913) logicienne, professeure de logique à l'université de Glasgow jusqu'à sa retraite en 1958 et autrice d'une traduction du Théétète de Platon.
Elle fait ses études secondaires dans une école privée de Tunbridge Wells, puis obtient en 1904 une bourse pour Lady Margaret Hall, à Oxford. Elle obtient une mention très bien en histoire en 1907 et obtient le  Gilchrist  Studentship, qui lui permet de passer une année à l'École des chartes, à Paris. En 1908-1909, elle est bibliothécaire et tutrice à Lady Margaret Hall, puis professeure d'histoire à la Edgbaston High School for Girls l'année suivante. En 1910, elle est nommée tutrice en histoire moderne au St Hilda's College d'Oxford. Elle est nommée principale adjointe durant le mandat de Christine Burrows, fonction qu'elle exerce conjointement avec celle de tutrice jusqu'en 1923. Elle est enseignante au Queen's College puis professeure titulaire de chaire d'histoire au Westfield College.
Elle est l'étudiante de Ernest Barker. Elle mène des recherches sur la peste noire et publie en 1916 The Black Death on the Estates of the See of Winchester, dans le volume 5 des Oxford Studies in Social and Legal History dirigé par Paul Vinogradoff.
Dans sa spécialité d'histoire économique médiévale, A.E. Levett a utilisé les archives des monastères et des archives locales Elle donne les conférences Ewart de 1916.

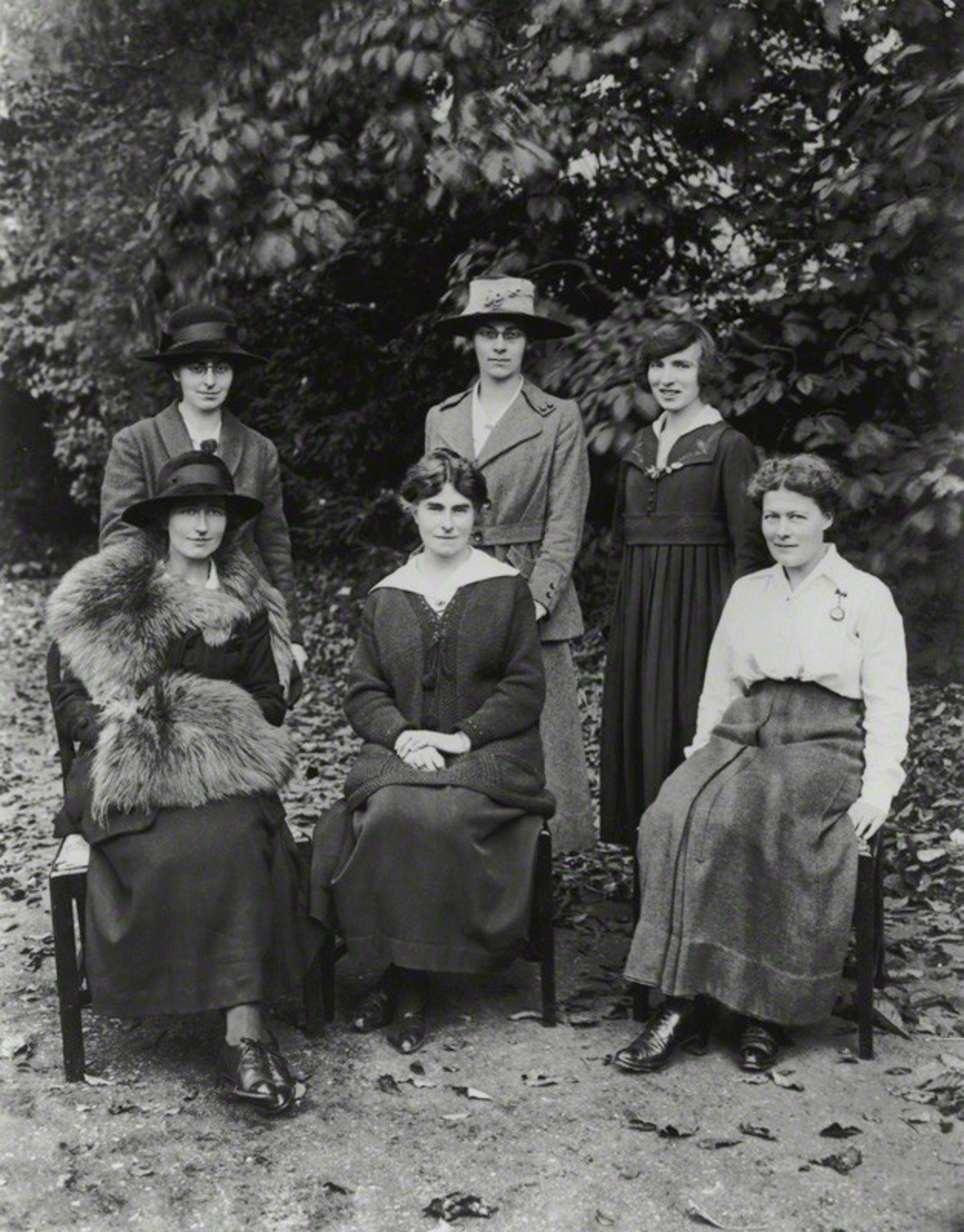
Staff de St. Hilda's College, 1919, A.E. Levett est au centre du deuxième rang.

Ses études les plus connues sont Studies in Manorial History, travail publié à titre posthume,,, et English Manorial History in the Fourteenth Century. Elle s'est également intéressée aux cours seigneuriales de St Albans.
Elle est l'une des femmes historiennes dont l'importance était particulièrement évidente dans la Victoria County History.
A.E. Levett donne des conférences et écrit des articles sur la prostitution, sur les femmes universitaires et la religion, et sur les femmes dans le monde d'après-guerre. 
Elle meurt en 1932 à l'âge de 51 ans.

## Publications
- Europe Since Napoleon, London: Blackie, 1914, introduction de Richard Lodge.
- (avec Adolphus Ballard) The Black Death, Oxford: Clarendon Press, 1916. Oxford studies in social and legal history, vol. 5
- The Black Deaths on the estates of the see of Winchester, Oxford: Clarendon Press, 1916. Oxford studies in social and legal history, vol.  23.
- « The University Woman and the War », Atheneum, no 4613,‎ janvier 1917.
- « The Courts and Court Rolls of St. Albans Abbey », Transactions of the Royal Historical Society, 1924.
- English Economic History, London: E. Benn, 1929. Benn's sixpenny library, no 48.
- The Consumer in History, London: E. Benn Limited, 1929. Self and society, no 21.
- [édition posthume] Studies in Manorial History, Oxford: Clarendon Press, 1938.